# Dioscorea skottsbergii
Dioscorea skottsbergii är en enhjärtbladig växtart som beskrevs av Reinhard Gustav Paul Knuth. Dioscorea skottsbergii ingår i släktet Dioscorea och familjen Dioscoreaceae. Inga underarter finns listade i Catalogue of Life.